# Мемориал Джеймса Гарфилда
Мемориал Джеймса А. Гарфилда посвящён убитому в период исполнения своих обязанностей президенту США Джеймсу А. Гарфилду и является местом его последнего упокоения. Мемориал расположен на кладбище Лейк-Вью в Кливленде, штат Огайо. Архитектура мемориала представляет собой сочетание неовизантийского, неоготического и неороманского стилей. Строительство мемориала началось в октябре 1885 года и закончилось 30 мая 1890 года. Гарфилд, его жена, бывшая первая леди Лукреция Гарфилд и два других члена семьи Гарфилд захоронены в склепе под мемориалом.
Мемориал Джеймса А. Гарфилда был внесен в Национальный реестр исторических мест в 1973 году.

## Выбор места
Президент США Джеймс А. Гарфилд, был тяжело ранен через три месяца после вступления в должность (2 июля 1881 года) и умер через два с половиной месяца (19 сентября 1881 года) от последствий ранения. Гарфилд выразил желание быть похороненным на кладбище Лейк-Вью. А друзья и сторонники президента решили воздвигнуть величественную гробницу в самой живописной точке кладбища. Эта точка была выбрана в июне 1883 года.

## Дизайн и конструкция
Мемориал был спроектирован архитектором Джорджем Келлером. Весь камень для памятника поступал из карьеров Кливлендской каменотесной компании (англ. Cleveland Stone Company). Наружные рельефы, изображающие сцены из жизни Гарфилда, были выполнены американским скульптором Каспаром Буберлом. Стоимость работ по возведению постройки составила 135 000 долларов США (почти 4 миллиона долларов в ценах 2020 года). Работы были полностью профинансированы за счёт добровольных пожертвований.
Здание мемориала представляет собой архитектурную фантазию на тему циклопических размеров романской часовни с готическими стрельчатыми окнами с витражами и характерным для XIX века скульптурным декором. Несмотря на эклектичное происхождение деталей, архитектору удалось добиться их гармоничного сочетания. Мемориал находится на возвышении, что визуально увеличивает его общую высоту. К подножию мемориала ведёт лестница. Квадратный первый ярус мемориала украшен рельефами. Второй ярус представляет собой круглую башню, напоминающую купол с высоким барабаном. Крыша первого яруса образует вокруг башни второго открытый балкон, который служит смотровой площадкой. 
Круглая башня второго яруса мемориала имеет диаметр 50 футов (15 м) и высоту 180 футов (55 м). Вокруг балкона расположены пять рельефных терракотовых панелей, изображающих сцены из жизни Гарфилда. Всего на рельефах размещено более 110 фигур в натуральную величину. 
Интерьер мемориала украшают витражные окна, мозаики, темно-красные гранитные колонны и 12-футовая (3,7 м) статуя президента Гарфилда из белого каррарского мрамора, созданная американским скульптором Александром Дойлом. Со смотровой площадки открывается вид на центр Кливленда и озеро Эри. 
Гробы президента и его жены Лукреции Гарфилд находятся в склепе под мемориалом. Там же захоронен прах их дочери Мэри «Молли» Гарфилд-Стэнли-Браун (1867—1947) и зятя, Джозефа Стэнли Брауна. Лукреция Гарфилд, вдова президента, умерла 13 марта 1918 года и была похоронена в Мемориале Гарфилда 21 марта того же года.

## История эксплуатации
Поскольку Мемориал Гарфилда первоначально был частным, комитет, курирующий его работу, взимал плату в размере 10 центов с человека за вход в мемориал. В конце октября 1923 года Национальная Ассоциация памятников передала Мемориал Гарфилда кладбищу Лейк-Вью. После принятия права собственности на мемориал и его землю, администрация кладбища Лейк-Вью прекратила практику взимания 10 центов (2 доллара в долларах 2020 года) и сделала вход бесплатным. Тогда же начались работы по текущему ремонту мемориала. 
В 2016—2017 годах мемориал ремонтировался вторично, причём на эти работы администрацией кладбища Лейк-Вью было потрачено около 5 миллионов долларов (разница в стоимости возведения мемориала и его ремонта связана, в том числе, со значительным ростом стоимости труда). Ремонт, в частности, затронул несущие конструкции памятника и опорные колонны в его подвале.
В 2019 году администрация кладбища приступила к очистке каменных фасадов мемориала от более чем столетних атмосферных загрязнений. За всю историю мемориала это первый раз, когда его фасад подвергся очистке. 
Мемориал закрывается каждую зиму 19 ноября (день рождения президента Гарфилда), и снова открывается в апреле.